# Olympische Jugend-Sommerspiele 2014/Turnen
Bei den Olympischen Jugend-Sommerspielen 2014 in der chinesischen Metropole Nanjing wurden zwölf Wettbewerbe im Gerätturnen ausgetragen.
Die Wettbewerbe fanden vom 17. bis zum 24. August 2014 im Nanjing Olympic-Sports-Center-Stadion statt.

## Jungen

### Mehrkampf
| Platz | Land | Athlet               | Punkte |
| ----- | ---- | -------------------- | ------ |
| 1     | GBR  | Giarnni Regini-Moran | 84,725 |
| 2     | RUS  | Nikita Nagorny       | 83,050 |
| 3     | USA  | Alec Yoder           | 82,800 |
| 4     | HUN  | Botond Kardos        | 82,650 |
| 5     | CHN  | Ma Yue               | 82,050 |
| 6     | UKR  | Wladyslaw Hryko      | 81,925 |

Das Finale wurde am 19. August ausgetragen.
 Nils Dunkel belegte mit 77,650 Punkten den 12. Platz.

 Marco Pfyl belegte mit 77,025 Punkten den 13. Platz.

 Johannes Mairoser schied mit 74,550 Punkten in der Qualifikation aus.

### Gerätefinals
Die Wettkämpfe fanden am 23. und 24. August statt.
| Rang | Athlet               | Punkte |
| ---- | -------------------- | ------ |
| 1    | Giarnni Regini-Moran | 14,766 |
| 2    | Kenya Yuasa          | 14,133 |
| 3    | Lim Myongwoo         | 13,766 |
| 4    | Nikita Nagorny       | 13,700 |
| 5    | Mohamed Elhamy Aly   | 13,616 |
| 6    | Botond Kardos        | 13,433 |

| Rang | Athlet               | Punkte |
| ---- | -------------------- | ------ |
| 1    | Nikita Nagorny       | 13,966 |
| 2    | Wladyslaw Hryko      | 13,933 |
| 3    | Timur Kadirov        | 13,800 |
| 4    | Botond Kardos        | 13,566 |
| 5    | Jakov Vlahek         | 13,533 |
| 6    | Giarnni Regini-Moran | 13,400 |

| Rang | Athlet          | Punkte |
| ---- | --------------- | ------ |
| 1    | Nikita Nagorny  | 14,000 |
| 2    | Ma Yue          | 13,866 |
| 3    | Wladyslaw Hryko | 13,533 |
| 4    | Vladimir Tushev | 13,500 |
| 5    | Botond Kardos   | 13,366 |
| 6    | Illja Jakauleu  | 13,233 |

| Rang | Athlet               | Punkte |
| ---- | -------------------- | ------ |
| 1    | Giarnni Regini-Moran | 14,695 |
| 2    | Ma Yue               | 14,416 |
| 3    | Nikita Nagorny       | 14,383 |
| 4    | Clay Mason Stephens  | 14,166 |
| 5    | Artem Dolgopyat      | 13,974 |
| 6    | Rene Cournoyer       | 13,883 |

| Rang | Athlet               | Punkte |
| ---- | -------------------- | ------ |
| 1    | Nikita Nagorny       | 14,033 |
| 2    | Botond Kardos        | 14,016 |
| 3    | Giarnni Regini-Moran | 14,000 |
| 4    | Alec Yoder           | 13,633 |
| 5    | Marco Pfyl           | 13,541 |
| 6    | Kenya Yuasa          | 13,533 |

 Nils Dunkel belegte mit 13,300 Punkten den 8. Platz.
| Rang | Athlet                 | Punkte |
| ---- | ---------------------- | ------ |
| 1    | Kenya Yuasa            | 13,700 |
| 2    | Luka Van den Keybus    | 13,666 |
| 3    | Giarnni Regini-Moran   | 13,633 |
| 4    | Zachari Hrimeche       | 13,633 |
| 5    | Andrés Martínez Moreno | 13,266 |
| 6    | Botond Kardos          | 13,166 |

## Mädchen

### Mehrkampf
| Platz | Land | Athlet          | Punkte |
| ----- | ---- | --------------- | ------ |
| 1     | RUS  | Seda Tutchaljan | 54,900 |
| 2     | BRA  | Flávia Saraiva  | 54,700 |
| 3     | GBR  | Elissa Downie   | 54,150 |
| 4     | CHN  | Wang Yan        | 53,800 |
| 5     | JPN  | Sae Miyakawa    | 53,300 |
| 6     | ITA  | Iosra Abdelaziz | 52,500 |

Das Finale wurde am 20. August ausgetragen.
 Antonia Alicke belegte mit 50,675 Punkten den 9. Platz.

 Gaia Nesurini belegte mit 49,750 Punkten den 13. Platz.

 Ceyda Sirbu schied mit 45,575 Punkten in der Qualifikation aus.

### Gerätefinals
Die Wettkämpfe fanden am 23. und 24. August statt.
| Rang | Athlet          | Punkte |
| ---- | --------------- | ------ |
| 1    | Wang Yan        | 14,783 |
| 2    | Elissa Downie   | 14,566 |
| 3    | Sae Miyakawa    | 14,566 |
| 4    | Laura Jurca     | 14,249 |
| 5    | Seda Tutchaljan | 13,816 |
| 6    | Boglárka Dévai  | 13,766 |

| Rang | Athlet               | Punkte |
| ---- | -------------------- | ------ |
| 1    | Seda Tutchaljan      | 13,575 |
| 2    | Iosra Abdelaziz      | 13,366 |
| 3    | Wang Yan             | 13,066 |
| 4    | Antonia Alicke       | 12,633 |
| 5    | Sae Miyakawa         | 12,433 |
| 6    | Ava Lorein Verdeflor | 12,333 |

| Rang | Athlet            | Punkte |
| ---- | ----------------- | ------ |
| 1    | Wang Yan          | 14,633 |
| 2    | Flávia Saraiva    | 14,000 |
| 3    | Elissa Downie     | 13,500 |
| 4    | Iosra Abdelaziz   | 12,933 |
| 5    | Natallia Yakubava | 12,766 |
| 6    | Veronika Cenkova  | 12,633 |

| Rang | Athlet          | Punkte |
| ---- | --------------- | ------ |
| 1    | Flávia Saraiva  | 13,766 |
| 2    | Seda Tutchaljan | 13,733 |
| 3    | Elissa Downie   | 13,466 |
| 4    | Laura Jurca     | 13,366 |
| 5    | Antonia Alicke  | 13,066 |
| 6    | Iosra Abdelaziz | 12,933 |

## Medaillenspiegel
|       | Medaillenspiegel       | Medaillenspiegel | Medaillenspiegel | Medaillenspiegel | Medaillenspiegel |
| Platz | Land                   | G                | S                | B                | Gesamt           |
| ----- | ---------------------- | ---------------- | ---------------- | ---------------- | ---------------- |
| 1     | Russland               | 7                | 2                | 2                | 11               |
| 2     | China                  | 3                | 3                | 1                | 7                |
| 3     | Vereinigtes Königreich | 3                | 1                | 5                | 9                |
| 4     | Japan                  | 1                | 2                | 1                | 4                |
| 5     | Brasilien              | 1                | 2                | –                | 3                |
| 6     | Neuseeland             | 1                | –                | –                | 1                |
| 7     | Ukraine                | –                | 1                | 1                | 2                |
| 8     | Belgien                | –                | 1                | –                | 1                |
| 8     | Bulgarien              | –                | 1                | –                | 1                |
| 8     | Italien                | –                | 1                | –                | 7                |
| 8     | Ungarn                 | –                | 1                | –                | 8                |
| 8     | Belarus                | –                | 1                | –                | 1                |
| 13    | Vereinigte Staaten     | –                | –                | 2                | 2                |
| 14    | Kasachstan             | –                | –                | 1                | 1                |
| 14    | Portugal               | –                | –                | 1                | 1                |
| 14    | Südkorea               | –                | –                | 1                | 1                |
| 14    | Usbekistan             | –                | –                | 1                | 1                |
| Total | Total                  | 16               | 16               | 16               | 48               |